# SMS-fiske
SMS-fiske, bluff-SMS eller smishing – en sammanslagning av phishing och SMS, är ett bedrägeri som påminner om samtalsfiske men innebär att bedragare använder sms eller andra meddelandetjänster för att komma över personlig information. Gemensamt för all typ av SMS-fiske är att få en person till att klicka på en länk och tekniken som bedragarna använder sig av är social manipulation.
Bluff-SMS ser ofta ut att komma från en bank, en myndighet, ett välkänt företag eller en vän – men avsändaren är lätt att förfalska. Avsändaren av ett sms kan välja vilket avsändarnamn eller telefonnummer som ska visas för mottagaren varför det aldrig går att lita på att avsändaren stämmer.
Dessa bluffmeddelanden innehåller vanligen en länk till en falsk webbsida där mottagaren uppmanas ange koder, lösenord, kortnummer eller annan personlig information. På sociala medier är det vanligt att meddelandet innehåller foton eller videor. Bedragarna kan även skriva om påhittade ärenden och försöker spela på mottagarens känslor genom att göra vederbörande nyfiken, glad eller orolig. De är kreativa och anpassar sig ofta efter aktuella händelser och blir hela tiden bättre på att luras. Bedragare skickar ibland sms där de utger sig för att vara posten eller ett fraktföretag. En annan variant är meddelanden som påstår att mottagaren har vunnit en tävling.
Mottagare av bluff-sms uppmanas att tänka kritiskt och att aldrig klicka på okända länkar eller dela med sig av privat information som koder eller kontonummer. Om språket i meddelanden är dåligt eller märkligt kan det tyda på att maskinöversättning vilket är en varningsflagga. Mottagare av bluff-sms bör även vara uppmärksamma på att webbadressen är korrekt. Banker, myndigheter och seriösa företag ber aldrig om koder, kortuppgifter eller lösenord i sms.